# BN
:B: N: (:Б: Н:, біл. Бяз назвы, укр. Без назви) — білоруський рок-гурт з міста Береза.

## Історія
Гурт заснований у 1999 році. Музику для гурту пише гітарист і співак Алєсь Лютич. Переможці фестивалю «Басовище» в 2002 році. У тому ж році був записаний демо-альбом «Праз сябе», частина пісень з якого ввійшла до першого альбому «Не трывай» (2004). У 2004 році брали участь у телефестивалі «На скрыжаваньнях Эўропы» (На перехрестях Європи). Брали участь як гості у фестивалях «Басовище» у 2004—2007, 2009 роках, «РОКавая Восень-2008», а також у фестивалі «NO LOGO FEST» у Вітебську (2009). 24 червня 2010 гурт випустив інтернет-окремок «Жыцьцё маё», який є одним з етапів написання нового альбому. У 2012 році після тривалого часу був виданий довгоочікуваний альбом «Крок за крокам», який включає в себе 15 композицій. Офіційне представлення даної платівки відбулося 10 жовтня 2012 концертом в мінському клубі Рэ: Паблік. Початок 2013 ознаменувався пристрастю гурту до акустичного виконання своїх пісень, виданням акустичного синглу «Не трывай» і акустичним виступом у малому залі КЗ «Менск» напередодні дня всіх закоханих. 17 квітня березовський гурт представив на Єврорадіо першу частину записаної акустичної версії своїх композицій, яка включала в себе 6 пісень. 6 травня 2013 гурт бере участь у музичному фестивалі під назвою «Дзень Радыё», який відбувся у клубі Рэ: Паблік і був організований Єврорадіо. Очікується вихід другої частини акустичного варіанту пісень.

## Дискографія

### Альбоми
- Праз сябе (2002)

01. Вось такую б…
02. Што заўтра
03. Новы дзень
04. Каб казалі…
05. Не вяртайся
06. Пра каханне
- Не трывай (2004)

01. Адчуваю…
02. Толькі я
03. Я памёр…
04. А цябе ўжо няма
05. Дзед Мароз
06. Табе ўсё мала
07. Крычыш…
08. Жыць!
09. Канюшня
10. Чакай…
11. Не трывай…
- Жыве Rock'n'Roll (2006)

01. Ciahnik
02. Harady
03. Modniki
04. Zyvie rock'n'roll!
05. Dazdzami…
06. Usio ad leni
07. Byu cas…
08. Nie zabyvaj!
09. Kryly
10. Spirali
11. Biaz nazvy
+ bonus track
12. Ciahnik (remix)
- Крок за крокам (2012)

01. Зрабі сябе сам
02. Крок за крокам
03. Напрыканцы
04. Іншы
05. Мы ідзем разам
06. Праз туманы
07. Нас няма
08. На ростанях
09. Мой зорны час
10. Выраю няма
11. Мой шалёны дзень
12. Клюб 27
13. Сэнс
14. Развітальная
15. Ружа
- Акустыка 1 (2013)

01. Не трывай
02. Мэты-мары
03. Напрыканцы
04. На ростанях
05. Паэты
06. Цягнік

### Окремки
- «Жыцьцё маё» (2010)
- «Не трывай (акустыка)» (2013)

### Участь у збірниках
- Viza Незалежнай Рэспублікі Мроя (2003) — «Дзед Мароз»
- Наша музыка 1 (2003) — «Не трывай»
- Генералы айчыннага року (2004) — «Гарады»
- Прэм'ер Тузін 2005 (West Records, 2005) — «Сьпіралі»
- Песьні свабоды-2 (VoliaMusic, 2006) — «Цягнік»
- Дыхаць! (2006) — «Моднікі»
- Песьні свабоды-3 (2007) — «Быў час…»
- Прэм'ер Тузін 2007 (2008) — «Daždžami»
- НезалежныЯ (2008) — «Загінулым паэтам прысьвячаецца…»

## Учасники
- Алєсь Лютич: гітара, спів
- Максим Литвинець: ритм-гітара
- Алєсь Зайцев: бас-гітара
- Сергій Мошкович: тексти

### Колишні учасники
- Максим Шолохов: бас-гітара
- Ромуальд Позняк: ударна установка

## Виднограї
- «Канюшня» (2006)
- «Цягнік»
- «Дажджамі» (2007, премія «Кліп-Марафон-2008» у номінації «Найкраща альтернатива»)
- «Крылы» (2008 знятий в рамках телепроєкту «Выдатная сямёрка»)

Також існує ряд відеороликів, записаних під час живих виступів («Табе ўсё мала», «Дзяўчына», «Загінулым паэтам прысьвячаецца» та інші).